# عباس علیزاده (ورزشکار)
عباس علیزاده رزمی کار آماتور در کونگ فو و ووشو، اهل افغانستان است که به علت شباهت ظاهری به بروس لی بازیگر سرشناس هنرهای رزمی، مورد توجه کاربران شبکه‌های مجازی افغانستان قرار گرفت و به بروس لی افغانستان شهرت گرفت البته بعضی هم اعتقاد دارند که نباید از یک شخص موفق الگو گرفت و هر کسی سرنوشت خودش را دارد (این حرف را خود استاد بروسلی هم زده‌است).